# Nooijen
Nooijen, ook wel geschreven als Nooyen, is de naam van meerdere geslachten, waarvan er enkele hun wortels in de omgeving van de Nederlandse plaatsen Bakel en Deurne hebben.

## Herkomst
De naam is een patroniem, afgeleid van de persoonsnaam Noije, een variant van Arnold.

## Prominente naamdragers
De meest prominente naamdragers zijn wel de gebroeders Nooijen, die leiding gaven en geven aan een aantal grote varkenshouderijen in Nederland en Spanje, een bedrijf voor de fabricage van roosters voor de varkenshouderij (Nooijen Roosters) bezitten, en daarnaast de eigenaren zijn van de watermolen aan het Haageind en sinds 1999 ook het naastgelegen Klein Kasteel. Daarmee zijn zij de facto de enige kasteelheren van deze plaats. Het Groot Kasteel is sinds 1944 een ruïne en wordt niet meer bewoond. De zes broers zijn zonen van Gerardus van Deursen (1922-2007) en Johanna H. van Deursen (1921-ca 2002). De laatste werd op de watermolen geboren.
In de media werd meerdere malen aandacht besteed aan deze familie. Zij staan volgens NRC Handelsblad ook wel bekend als de onderkoningen van Deurne.

## Bekende naamdragers
- Nadja Nooijen, zangeres